# Ewa Olliwier
 Eva Viola Elisabet „Ewa” Olliwier, po mężu Lundqvist (ur. 13 stycznia 1904 w Sztokholmie, zm. 7 sierpnia 1955 tamże) – szwedzka skoczkini do wody. Brązowa medalistka olimpijska z Antwerpii.
Brała udział w dwóch igrzyskach olimpijskich (IO 20, IO 24). W 1920 zajęła trzecie miejsce w skokach z wieży. W 1927 była trzecia w tej konkurencji na mistrzostwach Europy.